# El Pla del Badó
El Pla del Badó és una urbanització del terme municipal de Sant Quirze Safaja, a la comarca del Moianès.
Està situada al sud del terme municipal, cap a la meitat del sector occidental. És al nord de la carretera C-59, en un pla situat a migdia i damunt mateix del poble de Sant Quirze Safaja. Es tracta de les antigues terres del mas del Badó, al nord de la masia de Poses.
El seu accés és per la carretera C-59, pel Camí del Badó, que en menys d'1 quilòmetre mena a la urbanització des de la carretera.